# Melanis cinaron
Melanis cinaron is een vlindersoort uit de familie van de prachtvlinders (Riodinidae), onderfamilie Riodininae.
Melanis cinaron werd in 1861 beschreven door C. & R. Felder.